# Jérémie Drouart
Jérémie Drouart (Anderlecht, 10 januari 1984) is een voormalig Belgisch politicus voor Ecolo.

## Levensloop
Drouart voltooide in 2005 zijn kandidatuur in de politieke wetenschappen aan de Facultés universitaires Saint-Louis in Brussel en vervolledigde zijn licentie in dezelfde opleiding in 2007 aan de ULB. Van 2008 tot 2011 was hij bestuurssecretaris op de gemeentelijke administratie in Sint-Gillis en nadien was hij van 2011 tot 2014 adviseur op het kabinet van Brussels staatssecretaris Christos Doulkeridis. Van 2015 tot 2018 was hij vervolgens opnieuw bestuurssecretaris voor de gemeente Sint-Gillis.
Hij trad in de politieke voetsporen van zijn vader André Drouart en werd net als hem actief voor Ecolo. Voor de partij werd hij in oktober 2012 verkozen tot gemeenteraadslid van Anderlecht, waar Jérémie Drouart van december 2018 tot december 2024 eerste schepen was, bevoegd voor de Modernisering van de Administratie, Participatie, Informatie en Gelijke Kansen. Omwille van een burn-out was hij van maart 2023 tot januari 2024 afwezig als schepen en liet hij zich tijdelijk vervangen door partijgenote Sofia Seddouk. Bij de gemeenteraadsverkiezingen van oktober 2024 bekleedde hij een ondersteunende plaats als mede-lijstduwer, maar hij raakte niet meer herkozen.
Van juni tot juli 2014 zetelde Drouart daarenboven tijdelijk in het Brussels Hoofdstedelijk Parlement ter vervanging van Christos Doulkeridis, die als ontslagnemend staatssecretaris in de Brusselse regering verhinderd was in deze functie. Nadat het staatssecretarisschap van Doulkeridis afliep, verdween Drouart weer uit het parlement.